# حمود بن ثامر السعدون
حمود بن ثامر بن سعدون الشبيبي (توفي عام 1831) شيخ عشيرة آل سعدون من عرب العراق، وأمير المنتفق بالعراق للفترة (1797-1826) إذ عيّنه سليمان باشا على المنتفق سنة 1212 هـ، خلفاً لعمه ثويني (أخ أبيه من أمه) بعد مقتله سنة 1797 حكم قبلها مرتين بصورة متقطعة في حياة عمه ثويني. وكانت علاقته معه متشنجة ومتوترة، خاصة بعد مصالحة ثويني للخزاعل وعدم جديته في الثأر لأخيه. وعندما احتل ثويني البصرة سنة 1787م/1201هـ كان حمود منحازًا إلى طرف حكومة بغداد ووزيرها سليمان باشا، فخسر ثويني المعركة وخسر مشيخة المنتفق لصالح حمود. وبعدها بأشهر وبإلحاح من متسلم البصرة استعاد ثويني مشيخة المنتفق سنة 1788م، ولكن مالبث أن سحبت منه مرة أخرى بعد أشهر بعد كشف مؤامرته مع المتسلم، وأرجعت إلى حمود الثامر الذي حكم المنتفق لست سنوات. وفي سنة 1796م سحبت المشيخة مرة أخرى من حمود وأعطيت لثويني بعدما تطوع ثويني أمام الوزير سليمان باشا والي العراق قيادة الجيش لكبح جماح الوهابيين عن العراق مقابل استرداد مشيخته للمنتفق، فتم له ذلك، ولكن حملته إلى الإحساء فشلت بسبب اغتياله على يد عبد من اتباع الوهابيين. فاستلم حمود الثامر منصب المشيخة لثلاثين عاما حتى سنة 1826م. ويعد حمود من أشهر وأقوى أمراء المنتفق ولقبه لونكريك ببطل الأساطير القبلية لشذوذ شخصيته، وازدادت قوة الإمارة في عهده فشملت ولاية البصرة وحدود السماوة بمحاذاة الفرات حتى غرب البادية العراقية، ووصل تأثيره إلى والي بغداد سعيد باشا الذي أعطاه البصرة التي تقدر ايراداتها بثلث إيرادات العراق. ثم تمرد ضد داوود باشا بعد أن عزله من مشيخة المنتفق، وبعد فشل تمرده سجنه داوود بقلعة بغداد وسحب منه المشيخة نهائيا وذلك سنة 1826م وبقي في بغداد حتى وفاته بالطاعون سنة 1831. لقب حمود بالأعمى بسبب فقد بصره في أواخر عمره.

## بدايته
ذكر حميد السعدون في كتابه «حكايات عن المنتفق»: أنه في أيام إمارة الشيخ عبد الله بن محمد المانع (1757-1769) لاحظ الشيخ ثامر بن سعدون أثناء أحدى معارك المنتفق ضد الدولة العثمانية وجود شقيقين من ذوي الجرأة والبسالة في القتال، وحين سأل عنهما قيل له أنهما حسن وحسين من بني خيقان إحدى عشائر المنتفق. وبعد انتهاء المعركة أرسل الشيخ ثامر إليهما، فلما قدما إليه طلب منهما يد شقيقتهم فزعه للزواج، ففوجئا بطلبه وأخبراه أنها راعية غنم لا تصلح لمقامه، ولكنه أصر على طلبه. فأرسلا في طلب شقيقتهم وهيآها لبيت الزوجية، وبعد الزواج منها أنجبت له حمود ثم شقيقه محمد، وكان حمود طوله فارع وله جسد متناسق، وقد فقد إحدى عينيه في صباه عندما كان يلعب مع إحدى ديوك اللعب التي كانت لديه، وكانت تلك هواية شائعة آنذاك. وهو أكبر إخوته العشرة، وقد تولى والده ثامر المشيخة خلفًا لعمه عبدالله بن محمد سنة 1769م، واشترك حمود منذ صباه في العديد من معارك المنتفق وكانت أولاها معركة يوم الرضيمة سنة 1777م حيث احتلوا مدينة الإحساء ثم غادروها بعد التوصل إلى تفاهم، ومعركة أبي حلانة «الفضلية» ضد الزنديين والتي وضعت حدا للتوسع الفارسي في العراق ومعركة العرجا مع الخزاعل التي قتل فيها والده الشيخ ثامر وأسر حمود فيها.
ومن محاسن حمود إفشاء السلام على من يعرف ومن لا يعرف، وإطعام الطعام، حتى أنه ليزم ضيزفه بالمقام عنده أعوامًا، ومن ديدنه السؤال عن جليل أخبار السياسة، وعرف عنه الحلم والوقار، ولما كف بصره آخر عمره ازداد هيبة ووقارًا وعظم ملكه وسلطانه، واستمرت مشيخته إلى سنة 1242هـ/1827م. ولكن يؤخذ عليه أناته المفرطة، وأنه لا يسمع في عماله ولا يصغي لمنتقد كاتبه ولو جار او عطل أمور الرعية، وهو مستبد برأيه.

### معركة العرجا ومقتل والده
كانت عائدية حاضرة السماوة موضع اختلاف بين المنتفق وقبيلة الخزاعل، ففي الأصل كانت ملكًا للمنتفق، إلا أن الخزاعل استولوا عليها بعد معركة بينهما في سنة 1703م. ولكن بما أن المنتفق قد خرجوا للتو منتصرين من حصار الفرس للبصرة، فقد أرادوا حل قضية حاضرة السماوة بغرور شديد، وبما أن انتصارهم على الفرس في الفضلية مازال طريًا، لذلك غادر الشيخ ثامر وجيشه نحو الخزاعل بعد أن أصبح حل المشكلة قد وصل إلى طريق مسدود. فاندلعت «معركة العرجا» في تشرين الثاني/نوفمبر 1779 واستمرت ثلاثة أيام، واخذت من الطرفين آلافًا مؤلفة من خيرة مقاتليها، وكان أبرزهم الشيخ ثامر بن سعدون أمير قبيلة المنتفق، الذي حز رأسه بعد مقتله وقدم هدية لشيخ الخزاعل «حمد الحمود». كما نال الخزاعل على مغانم وفيرة وأسروا جماعة من وجوه المنتفق وأبرزهم «حمود بن ثامر». ومبالغة في إهانة الأسرى، فقد قدموا للأسرى عشاء من الأرز ووضعوا فوقه رأس أميرهم ثامر، فاشمأزت النفوس من ذلك وابتعدوا عن الصحن إلا حمود بن ثامر ابن الأمير المقتول، حيث نادى الأسرى الأخرين قائلا لهم:«كلو عشاكم، الشيخ مات والراي فات»، ثم تقدم برباطة جأش ورفع رأس أبيه ووضعه في حجره، فهال الخزاعل ذلك المنظر وتلك النفس القوية، وأرادوا قتله، ولكن منعهم أنه أسير -والأسير لا يُقتل-.

## إماراته الثلاث

### الإمارة الأولى
دخل الشيخ ثويني السعدون البصرة يوم 6 أيار/مايو 1787م/1201هـ واستولى على إسطولها دون حوادث عنف، حيث فاجأ حاميتها التركية فلم تقاومه، فأمر بعدم الاعتداء على الأهالي ولم يهنهم ولم يتعد على أموالهم ولم يطلب أي غرامات حربية، ولكن احتلاله البصرة لم يكن يرضي الباب العالي ولا والي بغداد، فأمر السلطان من سليمان باشا والي بغداد إنهاء ذلك التمرد. فحشد سليمان باشا ما يقارب ستة آلاف مقاتل بين فارس وراجل وإضافة قوات إسناد من جيش أكراد درنة وباجلان وإمارة البابانيين وكذلك ببقايا إنكشارية الموصل. وتولى هو بنفسه قيادة ذلك الجيش. فلما علم ثويني بمسيره جمع جنوده وخرج من البصرة، وتجمع الجيش الشاوي المنتفقي الخزاعلى عند نهر عمر حيث مكثوا ثلاثة أيام وهم يعبأون جيوشهم تعبئة حربية كاملة، وفي اليوم الرابع أي يوم 1 محرم 1202هـ/14 تشرين الأول/أكتوبر انشق الشيخ حمود بن ثامر من معسكرهم والتجأ إلى المعسكر العثماني بسبب خلافه مع عمه ثويني لأنه تحالف مع حمد الحمود شيخ الخزاعل الذي قتل والده، فضلا عن تطلع حمود لإمارة المنتفق، فكان ذلك عاملا كبيرًا في إضعاف التحالف العشائري. فشرع سليمان باشا بالقتال. حيث إلتقى الجمعان في موضع يقال له «أم الحنطة» قريبة من البصرة، وذلك يوم 25 تشرين الأول/أكتوبر 1787م، وقيل كان شهر آب/أغسطس 1787م، حتى بان النصر واضحًا للمماليك، بعد مقتل نحو ثلاثة آلاف من خيالة العرب ومثلها أوأكثر من المشاة، وقيل قتل من العرب ألف شخص ومن العسكر نحو خمسمئة جندي. فاستولى الجيش على الغنائم، في حين انسحب زعماء التمرد الثلاثة من المعركة إلى منطقة الجهرة وكان ثويني جريحًا. فرحب بهم الشيخ عبد الله الصباح وقد أسند سليمان باشا مشيخة المنتفق إلى حمود الثامر، وولى على البصرة «مصطفى آغا الكردي» ولم يتعقب ثويني، ولكنه جمع من البصرة غرامة جسيمة.

### الإمارة الثانية
اتفق متسلم البصرة الجديد «مصطفى آغا الكردي» مع الشيخ ثويني للقيام بتمرد ضد والي بغداد، فكتب إلى سليمان باشا في سنة 1788 أن يعيد الشيخ ثويني لحكم المنتفق، لأن حمود لم يتمكن من إدارة المشيخة. فأعاد الوالي المشيخة إلى ثويني، وهو يعلم بنوايا المتسلم السيئة، وبعدها أعلن المتسلم عن تمرده ضد الوزير سليمان باشا، وكان معه في التمرد ثويني السعدون. ولما علم الوزير بذلك خرج يوم 11 جماد الأولى 1203هـ/ 8 شباط/فبراير 1789م بجيش كبير متوجها نحو البصرة، وعند اقتراب الوزير وجيشه من العرجاء ارتبك ثويني وهرب إلى الصحراء، وقيل هرب إلى الكويت. فأعاد الوزير سليمان باشا الشيخ حمود إلى مشيخة المنتفق وأكمل طريقه نحو البصرة، فلما علم المتسلم بمقدم الوزير بتلك القوة هرب مع أخيه معروف آغا إلى الكويت محتمبًا بشيخها عبد الله الصباح. فطلب سليمان باشا من الكويت بمصطفى آغا مع الأموال التي نهبها مهددًا بالاجتياح، فأوعز الشيخ عبد الله الصباح إلى المتسلم ينصحه بالسفر إلى نجد بأمواله، وأن يترك جزءًا من أمواله لتسليمها إلى الباشا ترضية له، ففعل مصطفى آغا ذلك. فكتب الشيخ عبد الله إلى الوزير يخبره بمغادرة مصطفى آغا الكويت دون علمه، وقد أرسل له مع الكتاب ماتركه الآغا من أموال. فصرف الباشا النظر عن ذلك وعاد إلى بغداد. أما ثويني فقد جمع بعض القبائل من عربان المنتفق والظفير في بداية شهر تموز/يولية بالقرب من قرية الجهرة الخاضعة لشيخ القرين، ثم عسكر عند جبل سنام في صفوان جنوب البصرة يوم 10 تموز/يوليو، ولما علم الشيخ حمود الثامر بوجوده، جمع له الجموع وسار إليه، فالتحم معه في معركة سميت «يوم سفوان»، فهزمه ونهب خيامه واستولى على الكثير من أمواله، فلجأ ثويني إلى «غضبان بن محمد» شيخ بني كعب في الدورق حيث أكرم وفادته، وكان ذلك سنة 1204هـ/1789م.

#### الانتقام من الخزاعلة
بعد أن اطمئن الشيخ حمود بابتعاد خطر الشيخ ثويني عنه، بدأ في 1790م بتوجيه قواته نحو أعدائه «قبيلة الخزاعل» للانتقام من مقتل أبيه واستعادة حاضرة السماوة التي استولى عليها الخزاعل سنة 1703. فجهز جيشا تعداده 8,000 مقاتل، وبمثل هذا العدد كان جيش الخزاعل بقيادة الشيخ حمد الحمود شيخ الخزاعل في الجزيرة وانقياد الشيخ محسن محمد الحمود شيخ السلمان الخزاعلة في الشامية لهذه القيادة. فالتقى الجيشان في شهر تشرين الثاني/نوفمبر 1790م، واستمرت ثلاثة أيام حيث أظهر الطرفان شجاعة فائقة وبذلا دماء كثيرة، وانتهت المعركة إلى انتصار المنتفق واستعادة حاضرة السماوة إليها. وأكثر ماأسعد حمود الثامر هو مقتل ابن قايم قاتل والده بيد «محمد بن معبوف السعيدي» وكذلك عودة حاضرة السماوة إلى المنتفق. ومن الطريف أن الشيخ حمود جمع الأسرى واستضافهم على مائدته وأثنى على شجاعتهم مخاطبًا إياهم:«لا تهتموا بما يقوله البعض بأنكم أسرى، إنكم جيشنا، لنا قوتكم وعلينا ضعفكم، ونحن ذائما متممين لبعضنا البعض رغم كل ما حصل.» وفي صباح اليوم التالي أعادهم لذويهم مع سلاحهم الذي قاتلوه فيه.

### الإمارة الثالثة
عندما بدأ أمر الوهابيين يستفحل، واستحوذوا على نجد وهددوا طريق الحج بدأت أراضي العراق العثماني ومراعي صحراء السماوة وبادية الشام تتعرض لهجمات قاسية منهم، وانتشر دعاتها في دواوين ومضايف عشائر الفرات ينشرون آرائهم ومعتقداتهم في أوساط تلك العشائر والمدن. فأرسل الباب العالي إلى سليمان باشا طالبًا منه التدخل والسير إلى الدرعية لإنهاء ذلك الخطر، ولكن يبدو أن سليمان باشا كان غير راغب بالتدخل خلال سنوات (1211/1210هـ - 1796/1795م) وكان يعتذر ويتعلل بأعذار شتى، إلا أنه كان مدركًا بمدى قوة الوهابيين، وأنه لايمكن انهاء الأمر بمفرده، فجيشه لا يقدر على حرب الصحراء. فاستغل الشيخ ثويني تلك الفرصة، وقد كان عند الوزير ضيفًا تحت الإقامة الجبرية، فعرض عليه تطوعه لتأديب الوهابيين شرط إعادة مشيخة المنتفق إليه، فانصاع الوزير وولاه المشيخة. فعاد ثويني إلى باديته وأعلن النفير العام، فاحتشدت عنده قبائل المنتفق وأهالي الزبير والبصرة ونواحيهما، وجميع قبيلة الظفير. وقضى ثلاثة أشهر وهو يعبئ قواته بالسلاح والذخيرة، ثم سار بهم لمقاتلة الوهابيين، وكتب إلى سليمان باشا ببغداد يطلب منه النجدة، فبعث إليه الوزير جيشًا التقى به في الجهرة. وبقي الشيخ ثويني مخيمًا بالجهرة لثلاثة أشهر أخرى حتى تكاملت جيوشه من الكويت والبحرين والزبير. وبعدها أبحر قسم من جيشه بالسفن الكويتية إلى القطيف حاملا الذخائر والمؤن، في حين زحف هو ببقية جيشه إلى الإحساء أولاً ليتجنب عبور الصحراء مع اقتراب فصل الصيف.
نزل الشيخ ثويني بماء «الطف» ثم نزل على «الشباك» وهو ماء معروف في ديار بني خالد قريب من البحر، ولديه نية التوجه نحو الدرعية. وفي الشباك عند انشغال الجيش بنصب الخيام يوم الأربعاء 28 حزيران/يونيو 1797م/ 4 محرم 1212هـ فاجأ ثويني عبد مملوك لجبور بني خالد إسمه «طعيس» وبيده زانة فيها حربة خفيفة، فطعنه من خلفه بين كتفيه طعنة واحدة، أخرجت سنانها من الجهة الأخرى من جسمه، فمات ثويني على الفور، وقتل طعيس من ساعته. ودفن ثويني في جزيرة العماير في الإحساء. لما فشا أمر مقتله بدأ الاضطراب وانعدام النظام ينتشر في صفوف الحملة التي انقسمت إلى قطع صغيرة، فحاول ناصر أخو ثويني وبعض من معه الثبات ولكن الجميع قد تفرق عنه، فانسحبت الحملة شمالًا بدون رابط بعد تركها المدفعية وذخائرها، مما أتاح الفرصة لجيش إبن سعود أن يتعقبهم حتى أوصلهم إلى صفوان، وقد قتل منهم رجالًا كثيرين وغنم مغانم طائلة.
كان وقع مقتل الشيخ ثويني السعدون كبيرًا في بغداد والباب العالي، فقد أحدث اغتياله قلقًا لأن الدولة اعتمدت على مهاراته في صد تقدم الوهابيين نحو العراق. وحاول ناصر بن عبد الله شقيق ثويني أن يلم شعث الجيش المنهزم، حيث رغب بإعادة الكرة على الوهابيين، إلا أن الوزير سليمان باشا صرف النظر عن تلك الفكرة بعدما أدرك فداحة ماحصل، وأعاد مشيخة المنتفق إلى حمود الثامر.

## تفرده بالمشيخة

### حملة علي الكهية
في 22 ربيع الآخر 1213هـ/2 تشرين الأول/أكتوبر 1798م قام سليمان باشا بإعداد حملة كبيرة أخرى، وسلم قيادتها إلى نائبه علي باشا. وكان معه غير الجيش النظامي قبائل عقيل والعبيد ومن قبيلة شمر بقيادة فارس الجربا، والمنتفق يقيادة حمود بن ثامر السعدون، وانضم إليهم من قبائل آل بعيج والزقاريط وآل قشعم وأهل الزبير وأميرهم ابراهيم الثاقب وجماعات من الظفير، وبدعم من شيخ الكويت عبد الله الصباح. وهدف الحملة هي الدرعية، ومن البصرة استخدم الباشا طريق الأحساء الطويل الأكثر أمنًا. واستطاعت قواته احتلال مواقع الوهابيين كلها باستثناء حاميتي قصر صاهود في المبرز وكوت الهفوف وقيل قلعة القطيف التي صمدت شهرين من 7 رمضان-7 ذي القعدة 1213هـ/11 شباط/فبراير-11 نيسان/أبريل 1799م، حيث فشل في الاستيلاء عليهما، فبدأ التململ يدب في الجيش العثماني، حيث تخاذل عن تحقيق مهمته الأساسية، وهي منع هجمات آل سعود على جنوب العراق، فالجمال قد هزلت ونفق منها عدد كبير، ونقصت الامدادات والذخائر فطلب العساكر من رؤسائهم العودة خصوصًا بعد ورود أنباء أن ابن سعود قد قطع الطريق عليهم من شمال الهفوف، فرضخ علي باشا ورفع الحصار عنهما وحاول العودة إلى البصرة.
وأثناء ذلك قدمت قوات آل سعود من الدرعية إلى الأحساء بقيادة الأمير سعود بن عبدالعزيز الذي ما أن علم بانسحاب قوات علي باشا حتى قرر أن يتعقبها؛ فسبقها ونزل على ماء «ثاج» بعدما سيطر بقواته على شمالي الأحساء، وبذلك يكون قد قطع طريق عودة الباشا إلى البصرة. فتوجه عسكر علي باشا نحو ثاج، حيث جرت مناوشات بينهما ولكن دون جدوى، ولم يكتب النصر لأي من الفريقَين. فبدا أن الحملة فشلت في مهمتها، لذا جرى التوقيع على سلام هش بين الطرفين.
وفي 1218هـ/1803م توجه سعود بن عبد العزيز نحو البصرة وهدم قصر الدريهمية وقتل من كان فيه، وواجه كتيبة خيل للمنتفق خارجة من البصرة بقيادة أميرهم منصور بن ثامر السعدون أخو الشيخ حمود، كانت قد بلغها أن ابن سعود قفل راجعًا إلى الدرعية، فالتقى الجمعان حتى تمكن رجال سعود من قتل بعض رجال منصور، وأخذوا منصور أسيرًا إلى الدرعية، وقد أقام منصور بن ثامر عند سعود نحو أربعة سنين، حيث ساهم معه في غزواته، وقاد غزوة لصالح سعود خلال إقامته في نجد على بعض قبائل الشمال وكلل بالنصر سنة 1221هـ/1806م، ثم أذن له بالرجوع إلى أهله بعد أربع سنوات.

### خلافه مع نجم بن عبد الله السعدون
بعد وفاة والي العراق سليمان باشا آلت الولاية إلى صهره علي باشا، فقام أحد وجوه المنتفق وهو «نجم بن عبد الله المحمد» أخو الشيخ الراحل ثويني بن عبد الله بزيارته والتلميح له برغبته في تولي مشيخة المنتفق بدلا من حمود الثامر، إلا أن الوالي رفض ذلك. فوصلت أخبار تلك الزيارة إلى أمير المنتفق، مما دفعه إلى أن يجلي نجم ومن معه نحو ديار قبيلة زبيد سنة 1803م. وظل الشيخ نجم في ديار زبيد ستة أعوام معززًا حتى سنة 1809 عندما قصده أحد وجهاء عشيرة البوسلطان طالبًا منه الدخالة والحماية من أمير زبيد الشيخ «شفلح الشلال». وقد تعهد له نجم بذلك، مقدرًا تفهم الشيخ شفلح للموقف. ولكن شفلح خرق المعتاد في نوبة غضب عارمة، وأخذ ضيف ودخيل نجم منه بالقوة رغم توسطه له. واعتبر نجم ذلك إهانة له ومساس لكرامته، ورغم خصومته لحمود الثامر فقد أرسل قصيدة يشتكي مما هو فيه، فشاعت القصيدة حتى وصلت إلى مسامع الشيخ حمود فأعلن النفير العام وسار بجيش كبير نحو ديار زبيد مصممًا أن يرد لنجم اعتباره. وبعد وصول الجيش لتلك الديار أمر الشيخ حمود أن يوقدوا النيران، والتي بدأت بعد اشتعالها أشبه بالطوق المحيط بالمنطقة، فأرسل إلى أمير زبيد أن يأتيه بالحال. وبعد وصول الشيخ شفلح الشلال إلى حمود الثامر، عاتبه حمود على فعلته مع نجم وأن جيش المنتفق لم يأت إلا لهذا السبب، فاعتذر شفلح لما جرى وزار نجم وأرضاه. وقد عسكر جيش المنتفق ثلاثة أيام في المنطقة اظهارًا للقوة، وحين طلب وجوه المنتفق من نجم أن يزور الأمير حمود الثامر ويشكره، رفض وقال:«مافعله شرفني وأعاد كرامتي، ولكن كان واجبه المطلوب منه القيام لأبناء القبيلة». إلا أنه استودع بناته الثلاث لدى حمود ليزوجهن من الأكفاء من أبناء عمومتهن، خوفًا من أن ينال مصيرًا سيئا وهو بعيدًا عن قومه ولا يجدن من يلجئن إليه من بعده. فزوج حمود إحداهن من أخيه راشد والأخريات من أبناء عمومتهن.

### تمرد متسلم البصرة
في سنة 1225هـ/1810م أي بداية عهد السلطان محمود الثاني تمرد متسلم البصرة «سليم آغا» على وزيره سليمان باشا الصغير، مطالبًا الأستانة أن توجه وزارة بغداد إليه بدلا من سليمان باشا، عندها كتب الوزير إلى الشيخ حمود الثامر رسالة بيد الشيخ «علي بن محمد السويدي» وهو من خواص الشيخ حمود، طالبًا إليه أن يقوم بإخراج سليم آغا من البصرة. لكن الشيخ حمود أبدى تهاونًا في تنفيذ هذا الأمر، لأنه سمع من سليم آغا أن الوزير سليمان باشا ينوي عزله من مشيخة المنتفق. إلا أنه عندما استبطأ وصول خبر عزله، توجه برجاله إلى البصرة لإخراج سليم آغا، واستنهض معه أهل الزبير النجديين، وحاصروا البصرة ومعه ابنه برغش بن حمود السعدون، فخاف عسكر المتسلم وفتحوا الأبواب فهرب المتسلم عبر المراكب إلى بوشهر.

## حكم سعيد باشا
في سنة 1812م استشعر سعيد بك ابن سليمان باشا الكبير نية والي بغداد عبد الله باشا بقتله، فهرب من بغداد في شهر شعبان 1227هـ/آب/أغسطس 1812م والتجأ إلى المنتفق طالبًا حماية حمود الثامر، فاستقبله حمود استقبالًا حسنًا. فما كان من عبد الله باشا إلا أن طلب من حمود تسليم سعيد بك فرفض تسليمه بسبب أعراف العرب التي تمنع تسليم الدخيل فخرج الوزير بجيشه من بغداد وأعلن خلع حمود ونصب بدلا عنه منافسه وابن عمه نجم بن عبد الله الشبيبي واتجه إلى المنتفق فوقعت معركة غليوين وعلى الرغم من تفوق جيش الباشا في البداية وجرح برغش الإبن البكر لحمود إلا أن الكثير من أفراد جيشه قد فر وانضم إلى جيش حمود لعدم رغبتهم محاربة سعيد ابن سيدهم القديم فانتصر حمود وقُتل نجم بن عبدالله، وقبض على عبد الله باشا وسِيق في سوق الشيوخ وظلت حياتهم معلقة على برغش الذي توفي متاثرًا بجراحه بعد ثلاثه ايام فتم شنقهم ورميت رؤوسهم تحت أقدام سعيد. وقد أطلق حمود الثامر لرجاله حق امتلاك ما اخذوه من معدات وثياب ومال من الجيش المهزوم، باستثناء السلاح لحاجة القبيلة إليه في منازلاتها القادمة.
بعد إعلان باشوية سعيد دخل بغداد دخول المنتصرين رفقة حمود الثامر، اشتكى إليه حمود من أعمال السلب والنهب التي طالت أملاكه بسبب الفوضى التي سادت بعد المعركة، فقدم له الباشا من إيرادات البصرة مبالغ كبيرة وقد وصلت الأموال إلى حمود في اليوم التالي من الشكوى. وبعد وصوله بغداد تزوج الشيخ حمود من إحدى بنات قبيلة الجشعم، فأهداه الوالي سعيد باشا قرية حمدان والقرى الملحقة بها على شط العرب وإيراداتها السنوية تبلغ 20,000 عين، لذا فإن الإيرادات الأميرية لكل تلك القرى والمزارع التي تدفع إلى خزينة الوالي، أضحت تحت تصرف الشيخ حمود وعشبرته. فازدادت هيبة المنتفق أمام العشائر كما قوي نفوذ حمود على سعيد حتى قال عثمان بن سند:«ولا زال زمام سعيد باشا بيد حمود ولا يفعل سعيد باشا صغيرة ولا كلية إلا ويستأذن حمود بن ثامر على فعلها أو تركها». وبعد تلك الوقعة الكبيرة نالت عشائر المنتفق الشهرة العظيمة، وانتشر خبر حمود الثامر في كل مكان، وهابته العشائر ولقبته ب«سلطان البر». وأسموه السلطان حمود الثامر. أما قبيلته فإنها بعد انتصارها بالمعركة طغت وبغت وامتدت يدها بالسلب والنهب على مدينة البصرة، فكانوا يأخذون كل ما تصل إليهم أيديهم ويبيعونه في السوق جهارًا نهارًا وصاحبها يراهم ولا يتكلم، وكل من اشتكى إلى حمود من بعض مظالم رجاله فإنه لا يصغي لمظلمته.

### مقتل بنية الجربا
في سنة 1228هـ/1813م رفض والي بغداد سعيد باشا منح الشيخ فارس الجربا الهدايا السنوية التي تعطى له من خزينة بغداد، وعزله من منصب باب العرب، وأعاد الوالي المنصب إلى جاسم -أو قاسم- الشاوي شيخ قبيلة العبيد. فخرج الشيخ فارس من بغداد معلنًا العصيان على الحكومة، ثم توجه مع ابن أخيه بنيه الجربا جنوبًا وتحالف مع الخزاعل. وفي سنة 1814م استقرت شمر الجربا مع الخزاعل عند الضفة الغربية للفرات، وبدأتا بحصار مدينة الحلة بعد أن نهبوا مدنًا وبلدات أخرى على طول الفرات. فطلب الوالي سعيد باشا مساعدة حمود الثامر ضد التمرد. فاستدعى حمود قبائل الظفير والرولة والعبيد لمساعدته على القضاء على تلك الثورة، فخرج بتلك القبائل واتباعه من رجال المنتفق لمساندة جيش المماليك بقيادة داود باشا في محاولة لإعادة الأمن إلى وسط العراق، فبدأ داود باشا بشن الهجمات المباغتة على شمر والخزاعل. فكانت سنة 1815م عام شؤم على شمر ومن معها من البعيج والزقاريط التي كانت نازلة عند الخزاعل،  وكان بنيه وقتها قد انفصل مع ثلة من فرسان شمر من «الخرصة» للاستطلاع، فوقع في كمين حيث قتل. في حين ذكر ابن سند رواية أخرى عن مقتله، أن بنيه نزل بقبيلته على خزاعة ليكتال، وكان الدريعي بن شعلان يراقبه، فاقتفى أثره ونزل قريبا منه وأرسل إلى حمود الثامر يستنفره فأمده ببعض رجاله، وخرج معه عسكر الوزير سعيد إلى مكان وجود بنيه، فقامت الحرب طلبا لرأسه، فأصابته بندقية فخر من حصانه حيث قتل. وكان ذلك في بداية 1816م.

## خلافاته مع داود باشا وعزله من المشيخة
بدأت الخلافات بين داود باشا وحمود الثامر السعدون بعد قرار عزل سعيد باشا حليف السعدون عن ولاية العراق وتعيين داود باشا بدلا عنه، فتحرك داود باشا بقواته إلى بغداد، فطلب سعيد باشا الدعم من حليفه حمود الثامر الذي أرسل إليه 1500 مقاتل، فوقعت معركة بينهما خارج بغداد يوم 7 كانون الثاني/يناير 1817م ونتجت عن انتصار أولي لسعيد باشا، الذي طلب من جيش المنتفق العودة إلى دياره، فاستغل داود باشا ذلك الانسحاب فدخل بغداد بسهولة يوم 20 شباط/فبراير فعزل سعيد باشا. فأدرك داود باشا الخطر المباشر لسلطته يأتي من نفوذ المنتفق ووحدتها، لذلك كرس جهده لضرب تلك الوحدة من داخلها. فلم يلطف الجو الرسائل المتبادلة بين داود باشا والشيخ حمود، ولا الوفد الكبير الذي أرسلته المنتفق محملا بالهدايا سنة 1820م بمناسبة ختان طوسون نجل داود باشا. وقد التقى الوالي بالوفد، وجس رأيهم حول ضرورة تبديل أمير المنتفق لكبر سنه وكفافه، إلا أنه جوبه بموقف موحد ومتمسك بحمود الثامر، مما دفع الباشا بالتريث قليلا. ولكن بعد تمادي حمود الثامر عليه وابعاده موظفيه ومنعهم من دخول أراضيه. بالإضافة إلى تجاهل حمود الثامر مقابلة مندوب الوالي (إبراهيم بك آل عبد الجليل) لأمر هام سنة 1823م، ولم يقابله إلا بعد شهر من وصوله تحقيرا للوالي وإشعاره بقوة المنتفق، فضلًا عن عدم دفعه المال للحكومه منذ سنين. فبحث الباشا عن شخصية في المنتفق موازية له، وفي سنة 1241هـ/1825م تصادف وفود أحد أعيان المنتفق وهو «محمد بن عبد العزيز بن مغامس» إليه، وكانت له علاقة متميزة مع ثويني بن عبد الله، ومن بعده حمود بن ثامر، ولكن الخواطر تغيرت بينهما. لذا قصد الوزير ليرشحه لمشيخة المنتفق، ولكن الوزير اعتذر لأنه وعد بها «براك بن ثويني»، فهو ابن شيخ القبيلة وجده كذلك شيخ، ولكن الوزير لم يعلن ذلك علانية مفضلًا التريث. وفي السنة التالية، أي 1242هـ/1826م قدم إلى والي بغداد الشيخ عجيل بن محمد الثامر، فأكرمه الوالي واعتقد بأنه هو الأجدر لرياسة المنتفق، فأعلن الوالي عن عزل الشيخ حمود الثامر عن إمارة المنتفق وتوليتها للشيخ عجيل بن محمد الثامر المعروف باسم «أخو سعدى» فسلحه وأمره بالتوجه إلى سوق الشيوخ، فأربك ذلك الأمر الشيخ حمود فاتصل بسعيد البوسعيدي سلطان مسقط طالبًا منه النجدة، ثم عقد تحالفًا مع الشيخ غيث بن غضبان أمير إمارة بني كعب يتضمن مناصرة أحدهم الآخر بوجه محاولات داود باشا.

### حصار البصرة
بعد أن عقد حمود الثامر تحالفًا مع بني كعب وطلبه مساعدة سلطان عمان، أمر ابنيه ماجد وفيصل أن يستوليا على البصرة التي حاصرتها سفن مسقط من النهر إلا أن مستلم البصرة رشا قائد أسطول مسقط فانسحب لدياره كما وكاتب أمير كعب وحذره من التحالف مع حمود فانسحب فبقي ماجد وفيصل ومعهما رجالهم، فاضطروا إلى الانسحاب، هنا أدرك الشيخ حمود الثامر أن الأمير الجديد للمنتفق مسنود بقوة حكومية ذات كثافة نارية شديدة، وأن القبيلة بدأت بالالتفاف حوله بعد أن قام بتوزيع العطايا واعطاء الوعود، مما مكنه من امتلاك زمام الأمور. فما كان من الشيخ حمود سوى الفرار، فقصد الكويت في البداية ثم عاد إلى بادية البصرة، فتمكن الشيخ عجيل من الإمساك به وبعمه راشد الثامر في نوفمبر 1826، وقيل في رمضان 1242هـ/أبريل 1827م حيث أرسلهما إلى الوزير داود باشا في بغداد، ولأنه كان كفيف البصر فقد أمر الوزير بإنزاله ضيفًا عند إبراهيم بيك آل عبد الجليل الذي رفضه وأساء استقباله عندما أرسله الباشا مبعوثًا إليه لمصلحة هامة فاحتجزه الوالي عنده في سجن القصر سنة 1246هـ/1831م أما ابناه فقد رفضا الخضوع لعجيل، وذهبا إلى المحمرة وبقيا فيها إلى حين سقوط داوود باشا وسقوط بغداد ووصول علي رضا باشا إلى الحكم.

## موته
بعد وصول الباشا الجديد لبغداد دخل في صدام مع رموز النظام القديم لذا أطلق سراح جميع المسجونين ومن ضمنهم حمود الثامر، فقصد حمود صديقه القديم شيخ شمر صفوق الجربا والذي جاء مع حملة إقصاء داوود، مستجيرًا به على الرغم من دوره في اغتيال الشيخ بنيه الجربا، إلا أن الشيخ صفوق أجاره وأحسن استقباله وأبقاه لديه حتى تهدأ الأمور. وبعدها قدمه للوالي الجديد، حيث شرح له أوضاع المنتفق وتآمر عجيل بن محمد عليه بمساعدة داود باشا ومماليكه، فوجه الوالي بإعادة أولاد حمود من المحمرة لتولي الإمارة. ويرى حميد السعدون ان الوالي تحفظ في إعادة حمود للإمارة لأسباب عديدة، منها كبر سنه وكفافه وتخوفه منه لقوة شخصيته وطموحه، لذلك فضل أن يعطيها لأبنائه. فكتب حمود لأولاده بضرورة الإسراع لبغداد مع مناصريهم إلا أنه توفي من الطاعون أثناء انتظاره ببغداد في 13 شعبان 1247هـ / 16 يناير 1832م عن عمر يناهز السبعين. وقد دفن في منطقة «تل أسود» وهي واقعة حاليا بين حي الجهاد وحي العامل في بغداد، وقد دخلت في سبعينيات القرن 20 في نطاق أمانة بغداد التي وزعتها على شكل قطع سكنية. وقد انتقم ابناؤه له حيث قام ابنه عبد العزيز بقتل عجيل في معركة الشطرة الثانية.

## أخوته
صاهر والده «ثامر بن سعدون» عدة عشائر من داخل المنتفق وخارجها وانجب منه أبنائه -إخوة حمود بن ثامر- على النحو التالي:
- بني خيقان أو بني خيكان: من عشائر المنتفق، وله منهم ولداه الشيخ حمود ومحمد.
- الشحمان: رؤساء عشائر المياح من ربيعة، وله منهم علي وصالح وناصر. وقتل علي بن ثامر إثناء حصار الزبير 1833.[75]
- الأشراف: من زعماء بني خالد أمراء الإحساء، وله منهم منصور.
- آل زامل: من أمراء الخرج في نجد، وله منهم راشد وعبد الله.
- آل محسن: زعماء عشائر بني حجيم، وله منهم عبد المحسن.
- آل كليب: زعماء عشائر السراي من ربيعة، وله منهم خالد.[76]

## الملاحظات
1. ↑  أم الحنطة: هي منطقة قريبة من سوق الشيوخ في الناصرية وهناك مقاطعة تحمل الاسم نفسه قريبة من قضاء الخضر في السماوة.
2. ↑  باب العرب هو منصب استحدثه الوالي سليمان الكبير، ويتخصص في معالجة أوضاع القبائل العربية في ولاية العراق وكان الشاوي يشغله طيلة حياته.[55]